# Charles Lamont
Charles Lamont (n. 5 mai 1895, St. Petersburg, Rusia – d. 12 septembrie 1993, Los Angeles, California, SUA) a fost un regizor care a realizat peste 200 de filme.

## Filmografie selectivă
- The Big Game (1923)
- Don't Play Hookey (1923)
- Mama's Baby Boy (1923)
- Hats (1924)
- Her City Sport (1924)
- Raisin' Cain (1925)
- Maid in Morocco (1925)
- Sea Scamps (1926)
- My Kid (1926)
- Brunettes Prefer Gentlemen (1927)
- Scared Silly (1927)
- Misplaced Husbands (1928)
- The Crazy Nut (1929)
- Fake Flappers (1929)
- Dance with Me (1930)
- Don't Get Excited (1930)
- My Kid (1931)
- Fast and Furious (1931)
- The Pie-Covered Wagon (1932)
- War Babies (1932)
- Merrily Yours (1933)
- Pardon my Pups (1934)
- Managed Money (1934)
- The Gold Ghost (1934)
- Allez Oop (1934)
- Circumstantial Evidence (1935)
- Palooka from Paducah (1935)
- Hayseed Romance (1935)
- Tars and Stripes (1935)
- The E-Flat Man (1935)
- The Lady in Scarlet (1935)
- Restless Knights (1935)
- False Pretenses (1935)
- The Dark Hour (1936)
- Three on a Limb (1936)
- Grand Slam Opera (1936)
- Ring Around the Moon (1936)
- Jail Bait (1937)
- Ditto (1937)
- Wallaby of the Islands (1937)
- International Crime (1938)
- Verbena Tragica (1939)
- San Antonio Rose (1941)
- Road Agent (1941)
- You're Telling Me (1942)
- Get Help to Love (1942)
- It Comes Up Love (1942)
- Top Man (1943)
- When Johnny Comes Marching Home (1943)
- Mister Big (1943)
- Hit the Ice (1943)
- Salome Where She Danced (1945)
- Frontier Gal (1945)
- Slave Girl (1947)
- Ma and Pa Kettle (1949)
- Bagdad (1949)
- Ma and Pa Kettle Go to Town (1950)
- Abbott and Costello in the Foreign Legion (1950)
- I Was a Shoplifter (1950)
- Comin' Round The Mountain (1951)
- Flame of Araby (1951)
- Abbott and Costello Meet the Invisible Man (1951)
- Abbott and Costello Meet Captain Kidd (1952)
- Abbott and Costello Go to Mars (1953)
- Ma and Pa Kettle on Vacation (1953)
- Abbott and Costello Meet Dr. Jekyll and Mr. Hyde (1953)
- Ma and Pa Kettle at Home (1954)
- Untamed Heiress (1954)
- Carolina Cannonball (1955)
- Abbott and Costello Meet the Mummy (1955)
- Abbott and Costello Meet the Keystone Kops (1955)
- Lay That Rifle Down (1955)
- The Kettles in the Ozarks (1956)
- Francis in the Haunted House (1956)